# Kabinett Risch
Das Kabinett Risch war vom 25. März 2021 bis zum 11. April 2025 die 38. Regierung des Fürstentums Liechtenstein unter Vorsitz von Daniel Risch in seiner Amtszeit als Regierungschef.
Nach der Landtagswahl am 7. Februar 2021 bildeten die Vaterländische Union (VU) und die Fortschrittliche Bürgerpartei (FBP) eine Koalitionsregierung, die im Landtag des Fürstentums Liechtenstein zusammen 17 der insgesamt 25 Sitze einnahm.
Für nach dem 18. März 1965 gebildete Regierungen gilt gemäss Artikel 79 der Verfassung des Fürstentums Liechtenstein, dass sie stets fünfköpfige Kollegialregierungen sind, bestehend aus einem Regierungschef als primus inter pares und vier Regierungsräten, von denen einer zum Regierungschef-Stellvertreter bestimmt wird. Aus jeder der beiden Landschaften Oberland und Unterland müssen wenigstens zwei Regierungsmitglieder kommen. Ernannt und entlassen werden sie vom Landesfürsten, die reguläre Amtsperiode beträgt vier Jahre.
Da das Ergebnis der Landtagswahl äusserst knapp ausgefallen war, die VU erreichte nur 42 Stimmen mehr als die FBP, war der Führungsanspruch zunächst umstritten. Das galt umso mehr, als rechnerisch die FBP von rund 100 Wählern (0,6 %) mehr gewählt wurde. Die Diskrepanz ergab sich dadurch, dass auf das aufsummierte Parteistimmenergebnis die Wähler im Oberland mit 15 Stimmen pro Wahlzettel ein höheres Gewicht hatten als die Wähler im Unterland mit 10 Stimmen pro Person. Knapp zwei Wochen nach der Wahl unterstrich die FBP, dass sie der VU den Regierungschef-Posten zwar weiterhin zubilligt, aber als Ausgleich die Sitzmehrheit in der Regierung und/oder das Landtagspräsidium (die traditionell ebenfalls dem Wahlsieger zustehen) fordert. Eine erwartete schnelle Regierungsbildung wurde nun als unwahrscheinlich angesehen. Trotzdem konnte die Regierung nach Abschluss der doch relativ zügigen Koalitionsverhandlungen am 25. März vereidigt werden. 
Die Ernennung des Kabinetts Daniel Risch erfolgte durch Erbprinz Alois, der seit dem 16. August 2004 als Prinzregent für den Landesfürsten Hans-Adam II. fungiert. Die Regierung Risch war die erste liechtensteinische Regierung, die mehrheitlich aus Frauen (drei von fünf Mitglieder) besteht. 

## Kabinettsmitglieder
| Ressort                        | Bild | Name                    | Partei | Partei    | Stellvertreter  | Partei | Partei |
| ------------------------------ | --- | ----------------------- | ------ | --------- | --------------- | ------ | ------ |
| Regierungschef                 | | Daniel Risch            |        | VU        | Renate Feger    |        | VU     |
| Präsidiales und Finanzen       | | Daniel Risch            |        | VU        | Renate Feger    |        | VU     |
| Regierungschef-Stellvertreter  | | Sabine Monauni          |        | FBP       | Ralph Wanger    |        | FBP    |
| Inneres, Wirtschaft und Umwelt | | Sabine Monauni          |        | FBP       | Ralph Wanger    |        | FBP    |
| Infrastruktur und Justiz       | | Graziella Marok-Wachter |        | VU        | Peter Hilti     |        | VU     |
| Äusseres, Bildung und Sport    | | Dominique Hasler        |        | VU        | Violanda Lanter |        | VU     |
| Gesellschaft und Kultur        | | Manuel Frick            |        | FBP       | Patrik Oehri    |        | FBP    |
| Regierungssekretär             | Bild gesucht Der Benutzer Förkle ( Plauderstube ) • JWP wünscht sich an dieser Stelle ein Bild. Falls du dabei helfen möchtest, erklärt die Anleitung , wie das geht. | Horst Schädler          |        | parteilos |                 |        |        |
| Leiter der Regierungskanzlei   | Bild gesucht Der Benutzer Förkle ( Plauderstube ) • JWP wünscht sich an dieser Stelle ein Bild. Falls du dabei helfen möchtest, erklärt die Anleitung , wie das geht. | Horst Schädler          |        | parteilos |                 |        |        |